# Fundación Víctor Jara
La Fundación Víctor Jara es una organización sin fines de lucro con personalidad jurídica, fundada bajo el Decreto Ley N° 1164, el 4 de octubre de 1993, con el objetivo de recuperar, conservar y difundir el legado artístico de Víctor Jara, cantautor y director de teatro asesinado por militares luego del golpe de Estado en Chile de 1973. Su sede se ubica en Santiago de Chile.

## Actividades

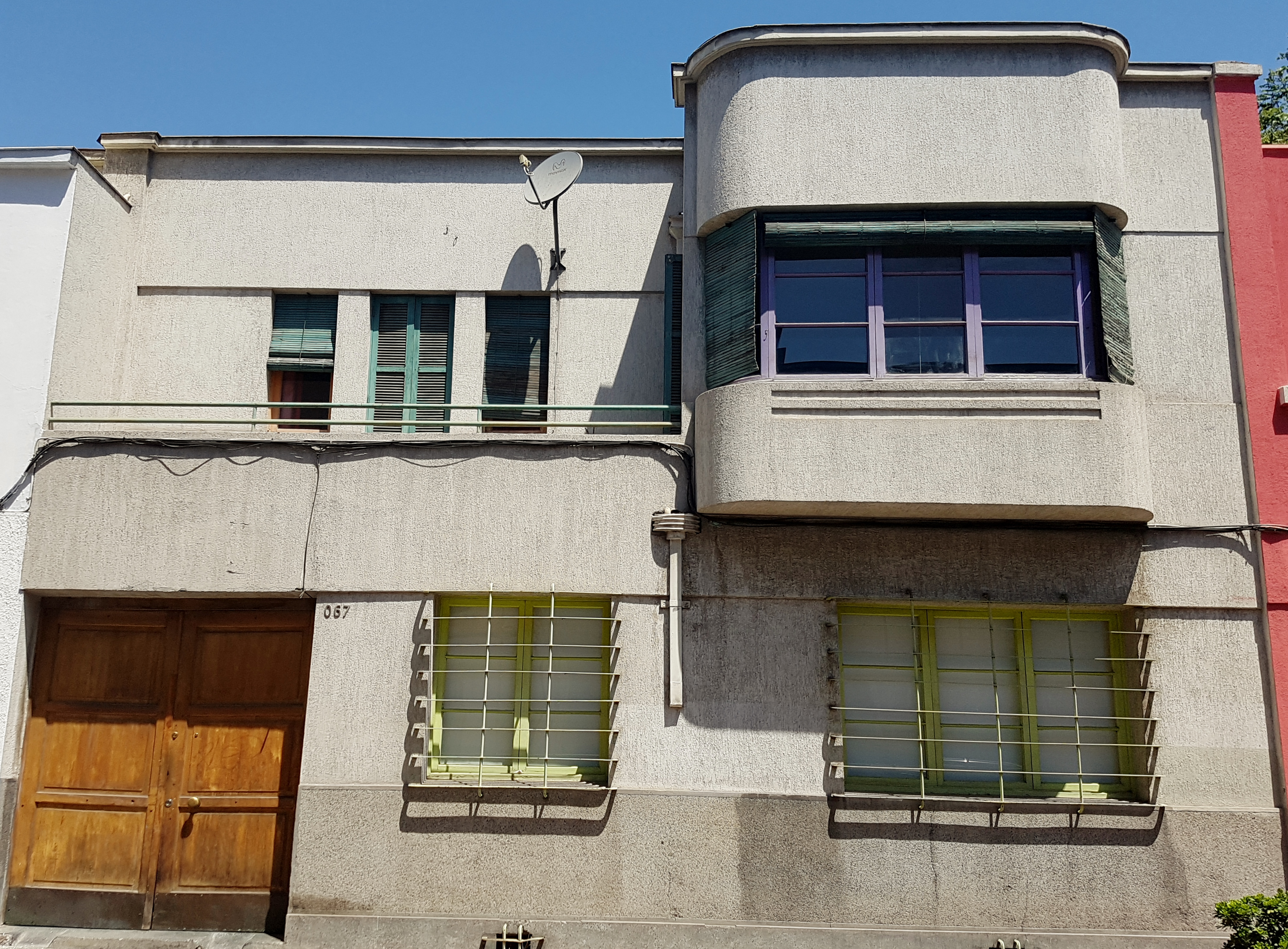
La sede en Almirante Riveros 067

Entre las actividades permanentes que realiza figuran talleres de recuperación de artesanías tradicionales mapuche, fabricación de instrumentos de pueblos originarios, talleres de recopilación folclórica y exposiciones artísticas y artesanales. Además da apoyo financiero a distintas iniciativas artístico-culturales relacionadas con la defensa de los derechos humanos.
La Universidad de Concepción, gracias a su colaboración con la Sociedad Chilena del Derecho de Autor y el Consejo Nacional de la Cultura y las Artes logró lanzar en 2008 el álbum Víctor Jara Sinfónico, interpretado por cantantes solistas y la Orquesta Sinfónica de la Universidad de Concepción.

## Infraestructura

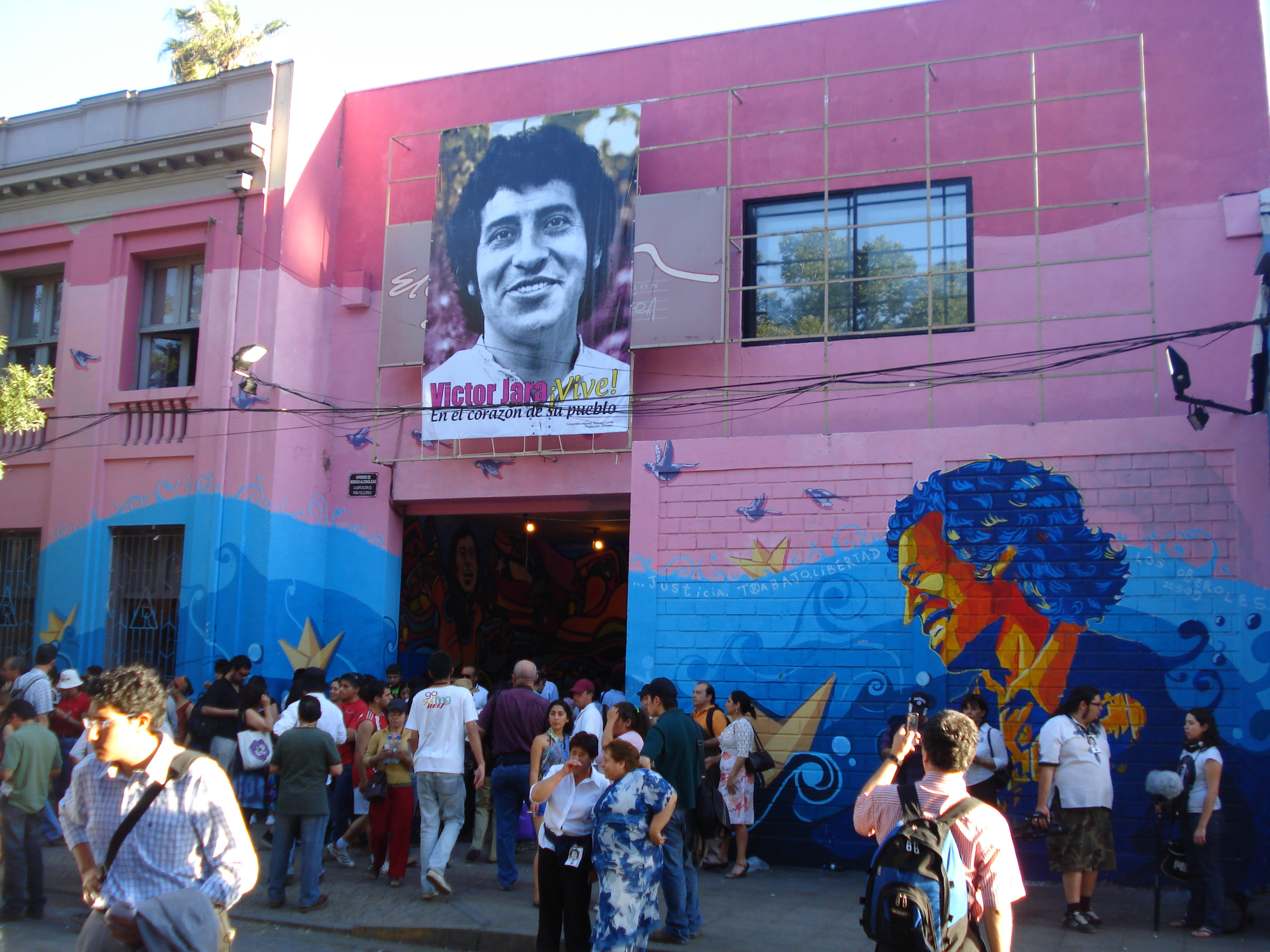
Galpón Víctor Jara

La fundación durante años no tuvo una sede fija, pero impulsó entre 2002 y 2013 una sala de artes que funcionaba como centro cultural abierto a la comunidad, llamada Galpón Víctor Jara, en el barrio Brasil de Santiago. Allí se presentaban diversas muestras artísticas, no necesariamente relacionadas con el cantautor. Luego de su cierre, debido a problemas de infraestructura y permisos entregados por la Municipalidad de Santiago, Camilo Carrasco y Daniela Miranda rodaron el mediometraje Galpón Víctor Jara. Historia de una contumaz actitud de rebeldía (2016), un trabajo de 27 minutos producido por la Fundación Víctor Jara y el colectivo audiovisual Malas Juntas.

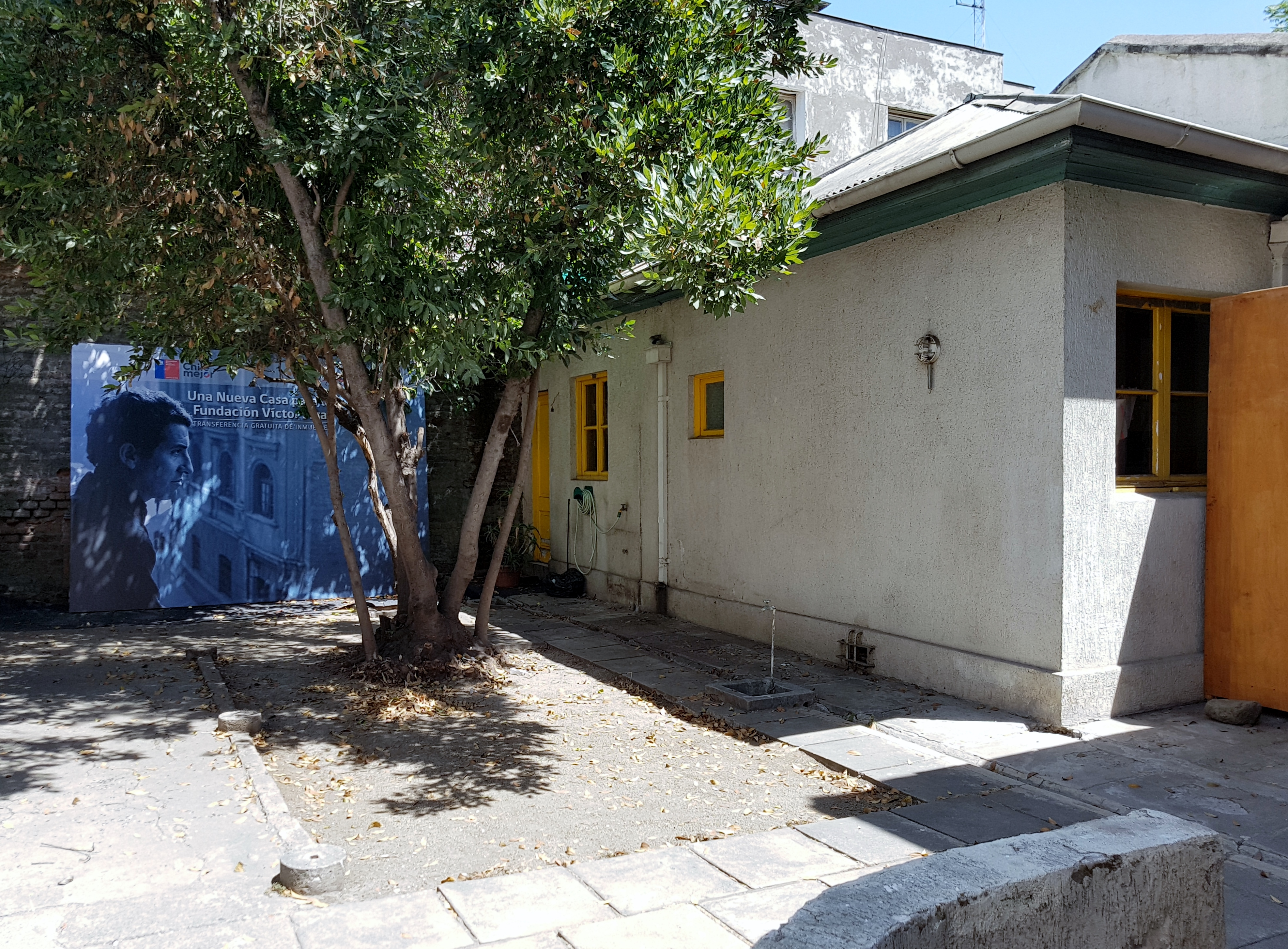
Ala destinada a los archivos

Luego del cierre del galpón, la fundación comenzó a operar desde la sede de la Universidad Academia de Humanismo Cristiano, junto a sus exoficinas en calle Huérfanos 2136, Plaza Brasil.
 

Mientras esperaban que se les entregara un piso prometido en la Torre Villavicencio (en el actual Centro Cultural Gabriela Mistral) que ocupó el Ministerio de Defensa Nacional hasta enero de 2017, los archivos de la fundación se guardaron en la Universidad de Santiago de Chile. Sin embargo, un informe técnico de Obras Públicas declaró al edificio como inhabitable, y en 2018 el ministro de Bienes Nacionales Felipe Ward comunicó que una eventual normalización de la estructura completa tomaría un tiempo de entre tres o cuatro años. Fue entonces que el Gobierno ofreció la actual sede, ubicada en la calle Almirante Riveros 067, comuna de Providencia.

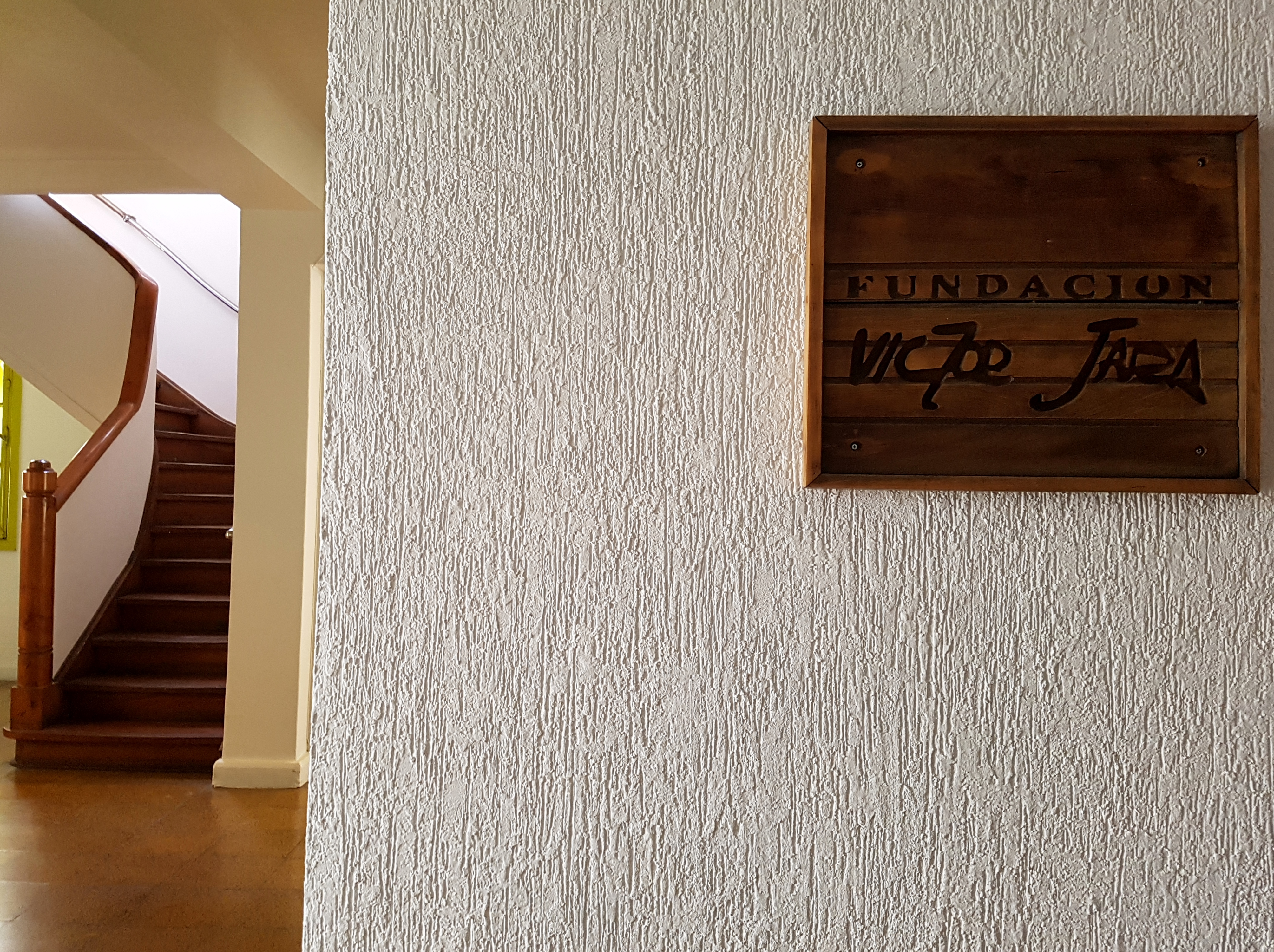
Entrada y placa de la fundación.

El traspaso oficial del inmueble fiscal se realizó el 20 de enero de 2018 con una ceremonia en la que participaron la entonces presidenta Michelle Bachelet y sus ministros de Bienes Nacionales, Nivia Palma y Cultura, Ernesto Ottone. La casona, de dos plantas, tiene en la primera un par de salas donde se realizan exposiciones y la oficina de la secretaría; en el segundo piso funcionan dependencias de la fundación. Para los archivos se ha destinado un ala especial a la que se entra por el patio. La colección de la fundación cuenta con unas diez mil piezas: cartas, discografía, manuscritos, ropa; se divide en las categorías Pre 73 (1932-1973), Post 73 (1973-1993) y Fundación (desde 1993 en adelante). La casa de Almirante Riveros comenzó su labor cultural con la muestra Víctor Jara: Dos Miradas 1965-1972, de los fotógrafos chilenos Antonio Larrea y Luis Poirot, que retrataron al cantautor.

## Administración

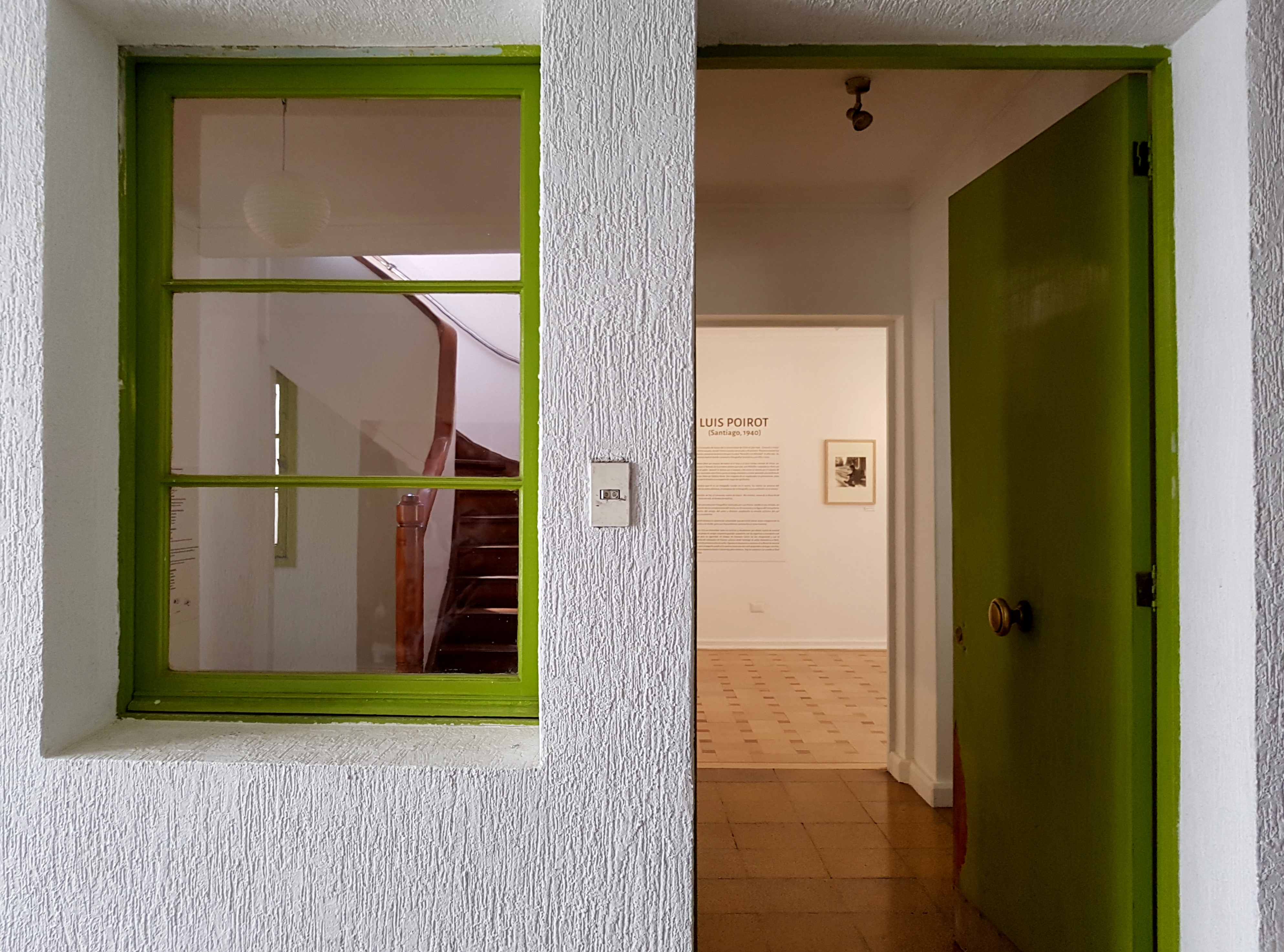
Interior de la sede

El equipo encargado de la administración de la fundación es el siguiente:
- Presidenta

Amanda Jara Turner
- Vicepresidenta

Manuela Bunster Turner
- Administración y finanzas

Pedro Moraga
- Archivo

Eugenia Arrieta
- Digitalización, diseño y producción de arte

Rodrigo Casanova (Director de Área)
María Francisca Montes
Víctor Durán
María Paz Zamorano
- Encargado de proyectos

Yuri Gahona
- Secretaría

Andrea Ugalde Prieto